# Doncellas del Rin

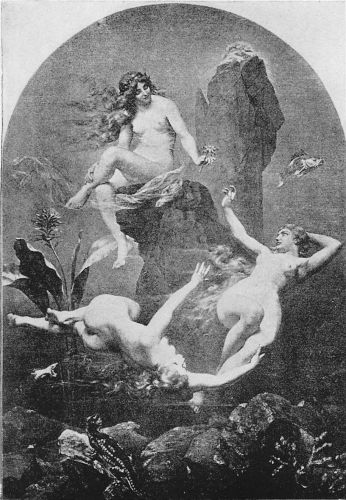
Las tres Doncellas del Rin jugando en las aguas del Rin. Ilustración de Stories of the Wagner Opera de H. A. Guerber, 1905.

Las Doncellas del Rin o Hijas del Rin (en alemán Rheintöchter) son las tres ninfas de agua que aparecen en el ciclo operístico épico El anillo del nibelungo del compositor alemán Richard Wagner. Sus nombres individuales son Woglinda (Woglinde), Wellgunda (Wellgunde) y Flosilda (Floßhilde o Flosshilde), a pesar de que generalmente son tratadas como una sola entidad y de actuar en conjunto. De los treinta y cuatro personajes del ciclo del Anillo, son las únicas que no tienen origen en los Eddas de la mitología nórdica. Wagner creó sus Doncellas del Rin a partir de otras leyendas y mitos, en especial el Cantar de los nibelungos, que contiene historias relacionadas con los espíritus del agua (nixes) o sirenas. Los conceptos clave asociados con las Doncellas del Rin en las óperas de la tetralogía —su custodia defectuosa del oro del Rin y la condición (la renuncia del amor) a través de la cual se podría robar el oro y luego transformado en un medio para obtener el poder mundial— son totalmente invención propia de Wagner y son los elementos que inician e impulsan todo el drama.
Las Doncellas del Rin son los primeros y últimos personajes vistos en las cuatro óperas del ciclo del Anillo, que aparecen tanto en la primera escena de El oro del Rin como en el espectáculo final culminante de El ocaso de los dioses, cuando resucitan de entre las aguas del Rin para recuperar el anillo de las cenizas de Brunilda. Se las describe como moralmente inocentes, aunque muestran una serie de emociones complejas, incluyendo algunas que están lejos de ser inocentes. Seductoras y difíciles de alcanzar, no tienen ninguna relación con ninguno de los otros personajes y no se indica nada acerca de cómo llegaron a existir, más allá de referencias ocasionales a un indeterminado «padre».
Los diversos temas musicales asociados a las Doncellas del Rin son considerados como unos de los más lírico del ciclo del Anillo completo, dotándolo de raros ejemplos de relajación comparativa y encanto. La música contiene melodías y frases importantes que se repitieron en otros lugares y se desarrollaron en las óperas para caracterizar a otras personas y circunstancias y para relacionar la evolución del argumento a la fuente de la narración. Se ha informado de que Wagner interpretó al piano el lamento de las Doncellas del Rin la noche antes de morir en Venecia, en 1883.

## Orígenes

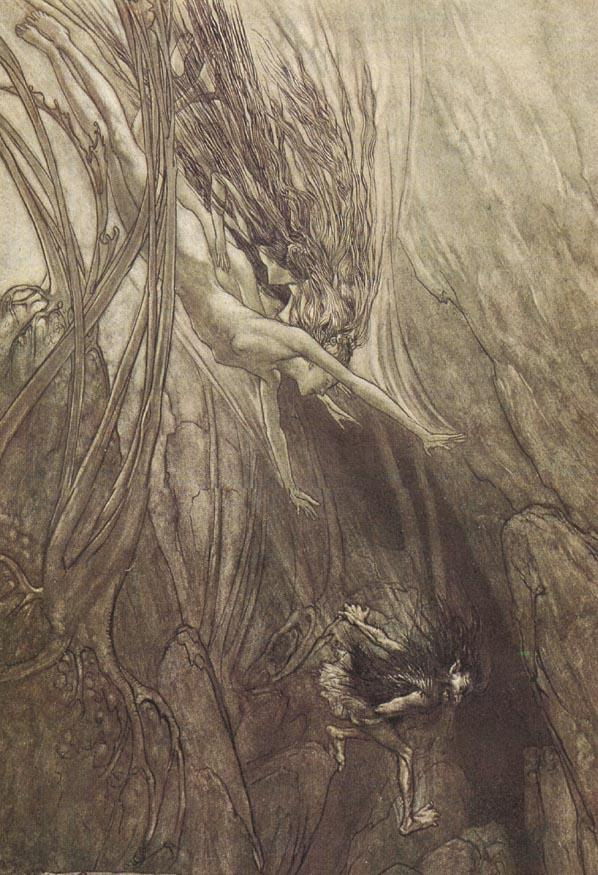
Alberich roba el oro: El oro del Rin, escena I –parte de una serie de ilustraciones de El anillo de los nibelungos de Arthur Rackham.

Las Doncellas del Rin, unos de los personajes de El anillo de los nibelungos, no proceden de la Edda poética o Edda prosaica, fuentes islandesas de la mayor parte de la mitología nórdica. Las ninfas acuáticas (en alemán: Nixen) aparecen en muchos mitos y leyendas europeos, a menudo, aunque no invariablemente, en forma de maldad disfrazada. Wagner se inspiró ampliamente en esas leyendas al compilar la narración de su Anillo, y el origen probable de sus Rinemaidens está en el Cantar de los nibelungos alemán. En una parte de la narración del Cantar, Hagen y Gundahario se encuentran con ciertas sirenas o duendes del agua (en alto alemán medio: merwîp; en alemán moderno: Meerweib) que se bañan en las aguas del Danubio. Hagen les roba sus ropas, y buscando su regreso, la sirena llamada Hadeburg da la falsa profecía de que Hagen y Gunther encontrarán honor y gloria cuando entren en el reino de Etzel. Pero más tarde otra sirena, Sigelinde (nombre que Wagner volvería a adoptar para utilizarlo en otros lugares), le dice a Hagen que su tía ha mentido. Si van a la tierra de Etzel, morirán allí.
La ubicación de esta escena tiene varias posibilidades, pero según la Leyenda de Teodorico, tuvo lugar en la (inexistente) confluencia del Danubio y el Rin. Möringen, donde los guerreros condenados fueron transportados, puede ser Möhringen an der Donau, aunque también se ha sugerido Großmehring, que está mucho más al este.
Wagner se hizo eco de esta historia, ajena al drama del Anillo, tanto en la escena inicial de El oro del Rin como en la primera escena del acto III de El ocaso de los dioses. Adaptó por primera vez la historia para utilizarla en su primer libreto de La muerte de Sigfrido (que acabó convirtiéndose en El ocaso de los dioses), introduciendo tres doncellas del agua (Wasserjungfrauen), sin nombre, y situándolas en el Rin, donde advierten a Sigfrido de su muerte inminente. Más tarde, estas doncellas del agua se convirtieron en «Rheintöchter» y recibieron nombres individuales: Bronnlinde, Wellgunda (Wellgunde) y Flosilda (Floßhilde o Flosshilde). Mientras Wagner seguía trabajando en su cronología inversa desde la muerte de Sigfrido, llegó a lo que determinó que era el acto inicial del drama: el robo del oro del Rin por parte de Alberich. Creyendo que un simple secuestro del oro desprotegido carecería de fuerza dramática, convirtió a las doncellas del Rin en guardianas del oro e introdujo la condición de «renuncia al amor». Bronnlinde se convirtió en Woglinda (Woglinde), probablemente para evitar confusiones con Brunilda.
También es posible que Wagner se viera influido por la leyenda alemana de Lorelei, la joven enamorada que se ahoga en el río y se convierte en sirena, atrayendo a los pescadores a las rocas con su canto. Otras posibles fuentes se encuentran en la mitología y la literatura griegas. Existen similitudes entre las doncellas guardianas del mito de las Hespérides y las Doncellas del Rin de El oro del Rin: tres hembras custodian un codiciado tesoro de oro que es robado en la narración de cada historia. Wagner era un lector entusiasta de Esquilo, incluido su Prometeo encadenado, que cuenta con un coro de oceánidas o ninfas acuáticas. Un autor, Rudolph Sabor, ve un vínculo entre el trato de las oceánidas a Prometeo y la tolerancia inicial de las Doncellas del Rin hacia Alberich. Así como en el mito griego las oceánidas son las hijas del titán marino Océano, en la mitología nórdica -específicamente en la Edda poética- el dios marino jotun (similar a un gigante) Ægir tiene nueve hijas. El nombre de una de ellas significa «ola» (Welle en alemán) y es una posible fuente del nombre de Wellgunda.
Las óperas de Wagner no revelan de dónde proceden las Doncellas del Rin, ni si tienen alguna conexión con otros personajes. Mientras que la mayoría de los personajes del ciclo están interrelacionados por nacimiento, matrimonio o ambas cosas, las Doncellas del Rin son aparentemente independientes. La identidad de su padre, que les confió la custodia del oro, no figura en el texto. Algunos expertos wagnerianos han sugerido que puede tratarse de un «Ser Supremo» que es el padre de Wotan y de todos los dioses -de hecho, de toda la creación. Otros toman el alemán «Rheintöchter» literalmente y dicen que son las hijas del río Rin.

## Naturaleza y atributos

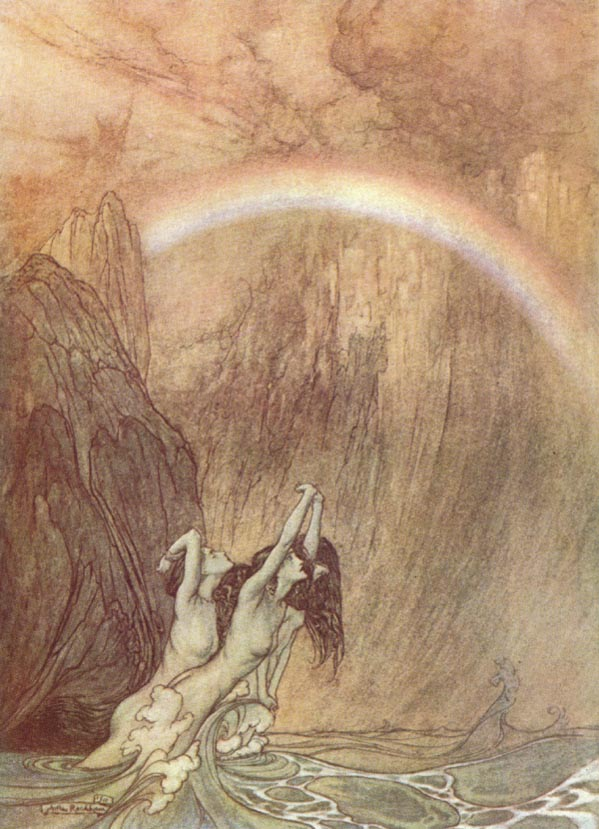
Las Doncellas del Rin lamentan la pérdida del oro mientras, por encima, los dioses cruzan el puente arco iris hacia el Valhalla. El oro del Rin, escena IV (Arthur Rackham).

Se ha descrito a las Doncellas del Rin como «los personajes más seductores, pero más escurridizos» del drama y, según un análisis, como representantes de la «seducción por fantasía infantil». Actúan esencialmente como una unidad, con una personalidad compuesta, pero escurridiza. Aparte de la antigüedad implícita de Flosilda, demostrada por ligeros reproches ocasionales e ilustrada musicalmente mediante la adjudicación del papel a una contralto o mezzosoprano de voz más grave, sus personajes son indiferenciados. En The Perfect Wagnerite, su análisis de 1886 del drama del Anillo como alegoría política, George Bernard Shaw describe a las Doncellas del Rin como «cosas irreflexivas, elementales, sólo medio reales, muy parecidas a las jóvenes modernas». Los atributos más evidentes al principio son el encanto y la jovialidad, combinados con una inocencia natural; su alegría por el oro que custodian deriva únicamente de su belleza, aunque conocen su poder latente. La apariencia de sencillez infantil es engañosa; además de mostrarse irresponsables como guardianas, también son provocadoras, sarcásticas y crueles en su interacción con Alberich. Cuando el semidiós Loge informa de que las Doncellas del Rin necesitan la ayuda de Wotan para recuperar el oro, Fricka, la diosa del matrimonio, las llama «cría acuática» (Wassergezücht) y se queja de los muchos hombres a los que han atraído con sus «baños traicioneros». Son seductoras y coquetas con Sigfrido, pero finalmente sabias, como revela el consejo no revelado que dan a Brunilda. Sabor ve la personalidad de las Doncellas del Rin como una mezcla de la «naturaleza de buen corazón» de las oceánidas y la «austeridad» (incluida la voluntad de ahogar a la gente) de las hijas de Ægir.
Los primeros versos cantados por Woglinda en el Anillo están dominados por vocalizaciones sin palabras: «¡Weia! ¡Waga! ... ¡Wagala weia! ¡Wallala weiala weia!». Esto suscitó comentarios tanto en el estreno de El oro del Rin, en 1869, como en el de toda la tetralogía, en 1876, y se tachó la obra de Wagner de «Wigalaweia-Musik». En una carta a Friedrich Nietzsche fechada el 12 de junio de 1872, Wagner explicaba que había derivado Weiawaga del alemán antiguo y que estaba relacionado con Weihwasser, que significa agua bendita. Otras palabras eran paralelas a las de las canciones de cuna alemanas («Eia Poppeia», «Heija Poppeia» y «Aia Bubbeie» son formas comunes). Así, los versos de Woglinda retratan tanto la inocencia infantil de las Doncellas del Rin como la santidad de la Naturaleza.
El dolor de las doncellas por la pérdida del oro es profundo y sincero. Cuando los dioses cruzan el puente arco iris hacia el Valhalla, al final de El oro del Rin, Loge sugiere irónicamente que, en ausencia del oro, las doncellas deberían «disfrutar del nuevo resplandor de los dioses». El lamento de las doncellas se convierte entonces en una severa reprimenda: «En la escena final de El ocaso de los dioses se muestran implacables cuando, tras recuperar el anillo, arrastran al desventurado Hagen a las aguas del Rin».
Las Doncellas del Rin son los únicos personajes prominentes que perviven definitivamente al final del drama; los destinos de algunos otros son ambiguos, pero la mayoría han perecido con certeza. A pesar de la relativa brevedad de sus papeles en el contexto de la tetralogía, son figuras clave; su descuidada custodia del oro y su provocación a Alberich son los factores que determinan todo lo que sigue. El propio Wagner ideó la disposición de «renuncia al amor» por la que el oro podía ser robado y luego utilizado para forjar un anillo con poder para gobernar el mundo. Dado que el anillo está hecho con el oro robado, sólo su devolución a las doncellas en las aguas del Rin levantará la maldición que pesa sobre él. De ahí que la devolución de la propiedad robada proporcione una coherencia temática unificadora a la compleja historia de Wagner.

## Papel en la tetralogía

### El oro del Rin, escena 1

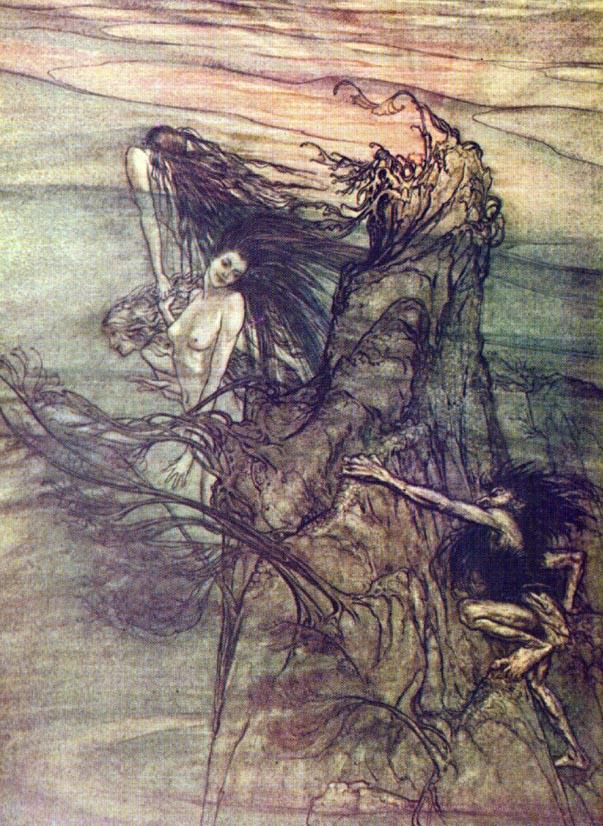
Alberich trata de alcanzar a las Doncellas del Rin (Arthur Rackham).

Cuando el preludio musical alcanza su clímax, Woglinda y Wellgunda aparecen jugando en las profundidades del Rin. Flosilda se une a ellas tras un amable recordatorio de sus responsabilidades como guardianas del oro. Son observadas por el enano nibelungo Alberich, que las llama: «Me gustaría acercarme si fuerais tan amables conmigo». La cautelosa Flosilda grita: «¡Guardad el oro! Padre nos advirtió de semejante enemigo». Cuando Alberich comienza su rudo cortejo, las doncellas se relajan: «Ahora me río de mis temores, nuestro enemigo está enamorado», dice Flosilda, y se produce un cruel juego de burlas. Primero, Woglinda finge responder a las insinuaciones del enano, pero se aleja nadando cuando éste intenta abrazarla. Entonces Wellgunda toma el mando, y las esperanzas de Alberich aumentan hasta su aguda réplica: «¡Uf, payaso jorobado y peludo!». Flosilda finge reprender a sus hermanas por su crueldad y finge su propio cortejo, lo que atrae a Alberich hasta que, de repente, se aleja para unirse a las demás en una canción burlona. Atormentado por la lujuria, Alberich persigue furiosamente a las doncellas por las rocas, resbalando y deslizándose mientras ellas le eluden, antes de hundirse en una rabia impotente. En ese momento, el ambiente cambia: una repentina claridad penetra en las profundidades y una mágica luz dorada revela, por primera vez, el oro del Rin sobre su roca. Las doncellas cantan su extático saludo al oro, lo que despierta la curiosidad de Alberich. En respuesta a su pregunta, Woglinda y Wellgunda revelan el secreto del oro: quien pudiera forjar un anillo con él tendría un poder inconmensurable. Flosilda las regaña por revelar este secreto, pero su preocupación no es tenida en cuenta: sólo alguien que ha renunciado al amor puede obtener el oro, y Alberich está claramente tan enamorado que no representa ningún peligro. Pero su confianza está fuera de lugar; en su humillación, Alberich decide que el dominio del mundo es más deseable que el amor. Mientras las doncellas siguen burlándose de sus payasadas, Alberich trepa por la roca y, pronunciando una maldición sobre el amor, se apodera del oro y desaparece, dejando a las Doncellas del Rin que se lancen tras él lamentando su pérdida.

### El oro del Rin, escena 4
Cuando Wotan, Fricka y los demás dioses comienzan a cruzar el puente del arco iris que conduce al Valhalla, oyen un canto melancólico procedente de las profundidades del Rin: las doncellas, que lloran la pérdida del oro. Avergonzado e irritado, Wotan ordena a Loge que haga callar a las doncellas, pero mientras los dioses continúan cruzando el puente, el lamento vuelve a elevarse, ahora con amargas palabras de reproche a los dioses por su falta de corazón.

### El ocaso de los dioses, acto 3, escena 1
Ha pasado algún tiempo (al menos dos generaciones). En un remoto valle boscoso por el que fluye el Rin, las ancianas Doncellas del Rin siguen llorando por el oro, suplicando a la «Mujer-Sol» que les envíe un campeón que se lo devuelva. Se oye el cuerno de Sigfrido, que no tarda en aparecer tras perderse mientras cazaba. Las doncellas le saludan con su antigua jovialidad y se ofrecen a ayudarle, por el precio del anillo que lleva en el dedo. Tras un intercambio de coqueteos, Sigfrido se ofrece, aparentemente sincero, a darles el anillo. Pero en lugar de aceptar sabiamente su oferta, el humor de las ingenuas y antes coquetas doncellas se vuelve de repente solemne: le advierten que será asesinado ese mismo día a menos que les entregue el anillo. Pero el valiente Sigfrido nunca se someterá a tal amenaza implícita y declara: «¡Amenazando mi vida y mi integridad física, aunque no valiera tanto como un dedo, no conseguiréis de mí el anillo!». Las doncellas se burlan de su locura: «Adiós, Sigfrido. Una mujer orgullosa se convertirá hoy en tu heredera, ¡sinvergüenza! Nos escuchará mejor». Sigfrido no sabe que se refieren a Brunilda. Se marchan nadando, dejándolo perplejo, reflexionando sobre sus palabras y admitiendo que podría haber seducido felizmente a cualquiera de ellas.

### El ocaso de los dioses, acto 3, escena 3
En su soliloquio final, Brunilda agradece a las doncellas del Rin sus «buenos consejos». Al parecer, le han contado toda la historia de la trampa y la traición de Sigfrido y le han aconsejado que sólo la devolución del anillo a las aguas del Rin puede acabar con su maldición. Brunilda canta: «Lo que deseáis os lo daré: de mis cenizas tomadlo para vosotros. El fuego... limpiará la maldición del anillo». Exhorta a las doncellas a «guardarlo cuidadosamente» en el futuro, y luego salta a las llamas de la pira de Sigfrido. El fuego arde hasta llenar el escenario, representando la destrucción de los dioses. Cuando el Rin se desborda, aparecen las doncellas, que se dirigen hacia el anillo. Hagen, que codicia el anillo, les grita: «¡Aléjense del anillo!» (Zurück vom Ring!), las últimas palabras del drama. Woglinda y Wellgunda se apoderan de él y lo arrastran a las profundidades del Rin, mientras Flosilda agarra el anillo, lo mantiene en alto y se une a sus hermanas nadando en círculos mientras las aguas del Rin bajan gradualmente.

## Música
El comentarista de Wagner James Holman ha calificado la música asociada a las Doncellas del Rin como «una de las músicas fundamentales del Anillo»; otras descripciones han señalado su relativo encanto y relajación.
En la canción inicial de Woglinda al Rin: «¡Weia! ¡Waga! Woge, du Welle,...» (El oro del Rin, escena 1) la melodía es pentatónica y utiliza las notas mi ♭, fa, la ♭, si ♭ y do. La canción comienza con un paso descendente de dos notas (fa seguido de mi ♭), una figura que se repite en muchos motivos musicales a lo largo del Anillo. La melodía se repite durante la denuncia de Fricka a las doncellas en El oro del Rin, escena 2 y, dramáticamente, al final de El ocaso de los dioses cuando, tras la inmolación de Brunilda , las doncellas se elevan desde el río para reclamar el anillo de la pira funeraria de Sigfrido. Sus cinco primeras notas, con un ritmo alterado, se convierten en el motivo de la Brunilda dormida en La valquiria, acto 3. Una variante de la melodía se convierte en el saludo del pájaro carpintero «¡Hey! Siegfried» en el segundo acto de Sigfrido. Según el análisis de Deryck Cooke, las Doncellas del Rin y el Pájaro del Bosque se relacionan a través de la naturaleza, como «aliados fundamentalmente inocentes del mundo natural».
La «alegría de las Doncellas del Rin y el saludo al oro»: «¡Heiajaheia, Heiajaheia! ¡Wallalallalala leiajahei! ¡Rheingold! Rheingold!...» (El oro del Rin, escena 1) es una canción de saludo triunfal basada en dos elementos, que se desarrollan y transforman posteriormente en el Anillo y a los que se dan muchos usos. Por ejemplo, los alegres gritos de «heiajaheia» se convierten, en la escena 2 de El oro del Rin, en una oscura versión menor cuando Loge informa a los dioses del robo del oro y del consiguiente aumento de poder de los nibelungos. La repetición de «¡Rheingold!» es cantada por las Doncellas de Rin con el mismo paso descendente que marcaba el comienzo de la canción de Woglinda. Esta figura se repite constantemente en las últimas etapas del drama; en la escena 3 de El oro del Rin, se utiliza una versión en tono menor como motivo del poder maligno del anillo que Alberich ha forjado con el oro, y llega a representar el tema de la servidumbre al anillo; en El ocaso de los dioses, esclavizado al anillo por su deseo de poseerlo, Hagen pronuncia su llamada «Hoi-ho» a sus vasallos utilizando la misma figura menor de dos notas.
El lamento «¡Rheingold! ¡Rheingold! Reines Gold!...» (El oro del Rin, escena 4) es cantado por las doncellas al final de El oro del Rin, cuando los dioses comienzan a cruzar el Puente del Arco Iris hacia el Valhalla. Comienza con la música del saludo, pero se convierte en lo que Ernest Newman describe como una «inquietante canción de pérdida», que se vuelve cada vez más conmovedora antes de ser ahogada por el fortissimo orquestal que pone fin a la ópera. Una versión lenta del lamento es interpretada por las trompas en Sigfrido, Acto 2, cuando Sigfrido entra en la cueva de Fafner para reclamar el oro; el lamento, dice Cooke, sirve para recordar la verdadera propiedad del oro. El lamento se interpreta enérgicamente durante el prólogo de El ocaso de los dioses, como parte del interludio orquestal conocido como «El viaje de Sigfrido por el Rin», antes de que una sombra se cierna sobre la música al descender a la tonalidad menor del motivo de la «servidumbre».
Newman describe la escena de las Doncellas del Rin con Sigfrido: «Frau Sonne...» y «Weilalala leia...» (El ocaso de los dioses, acto 3, escena 1), como un «idilio de bosque lleno de gracia». Los elementos musicales asociados a las doncellas en esta escena no se habían escuchado antes; Holman los describe como alusivos a la naturaleza seductora de las doncellas, además de transmitir una sensación de nostalgia y distanciamiento, a medida que el drama se acerca a su conclusión.

## En el escenario

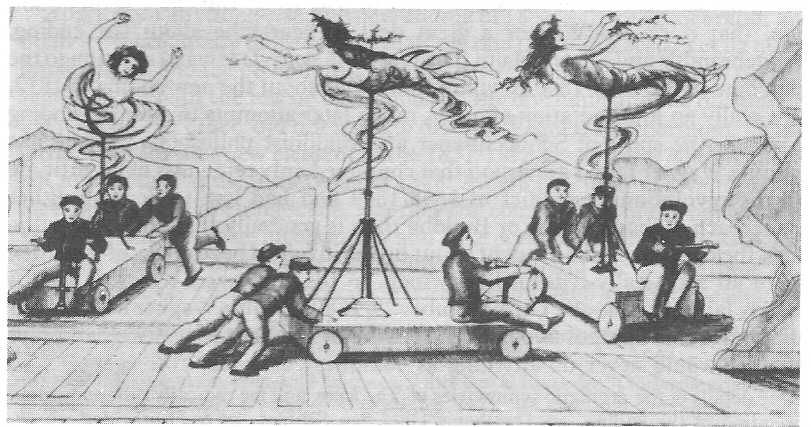
Una imagen contemporánea de la maquinaria utilizada para las Doncellas del Rin nadadoras en el estreno del Anillo en 1876, vista desde los bastidores.

Desde la primera producción completa del Anillo, en el Festspielhaus de Bayreuth en 1876, se estableció que las Doncellas del Rin debían ser representadas con forma humana convencional, y no como sirenas o con otros rasgos sobrenaturales, a pesar del insulto de Alberich a Wellgunda: «¡Pescado óseo y frígido!». («¡Kalter, grätiger Fisch!»). La escenografía de sus escenas siempre ha sido una prueba de ingenio e imaginación, ya que las instrucciones escénicas de Wagner incluyen muchos nados y saltos y otras gimnasias acuáticas. Tradicionalmente, por tanto, se ha recurrido mucho a los telones de fondo y a la iluminación para conseguir los efectos acuáticos necesarios. Hasta la Segunda Guerra Mundial, bajo la influencia de Cósima Wagner y su hijo Siegfried (y el de Wagner), se aplicó una política de «conservadurismo sofocante» a las puestas en escena de Bayreuth de las óperas del Anillo. Aunque se habían producido algunas innovaciones en producciones escenificadas en otros lugares, no hubo cambios significativos en la presentación de las óperas del Anillo en Bayreuth hasta el renacimiento del Festival en la posguerra, en 1951. Desde 1976, en particular, la innovación en el Festival y en otros lugares ha sido sustancial e imaginativa.
En la producción original de 1876, las Doncellas del Rin se desplazaban sobre caballetes detrás de pantallas semitransparentes. La maquinaria escénica y los efectos de iluminación fueron diseñados por Carl Brandt, que era el técnico escénico más destacado de la época. Una innovación que Cósima acabó aprobando fue la sustitución de los soportes con ruedas por gigantescas «cañas de pescar» invisibles en las que se colgaban las doncellas. Los cables siguieron utilizándose en las producciones de Bayreuth de Siegfried Wagner y, más tarde, en las de su viuda Winifred, que dirigió el Festival de Bayreuth hasta el final de la Segunda Guerra Mundial. Técnicas similares se han utilizado en producciones más modernas. En el ciclo del Anillo de la Ópera lírica de Chicago de 1996, repetido en 2004-2005, las doncellas estaban suspendidas de cuerdas elásticas ancladas en la tramoya sobre el escenario, lo que les permitía saltar arriba y abajo, como pretendía Wagner. Las Doncellas del Rin fueron interpretadas en escena por gimnastas, que pronunciaban palabras cantadas por cantantes situados en una esquina del escenario.

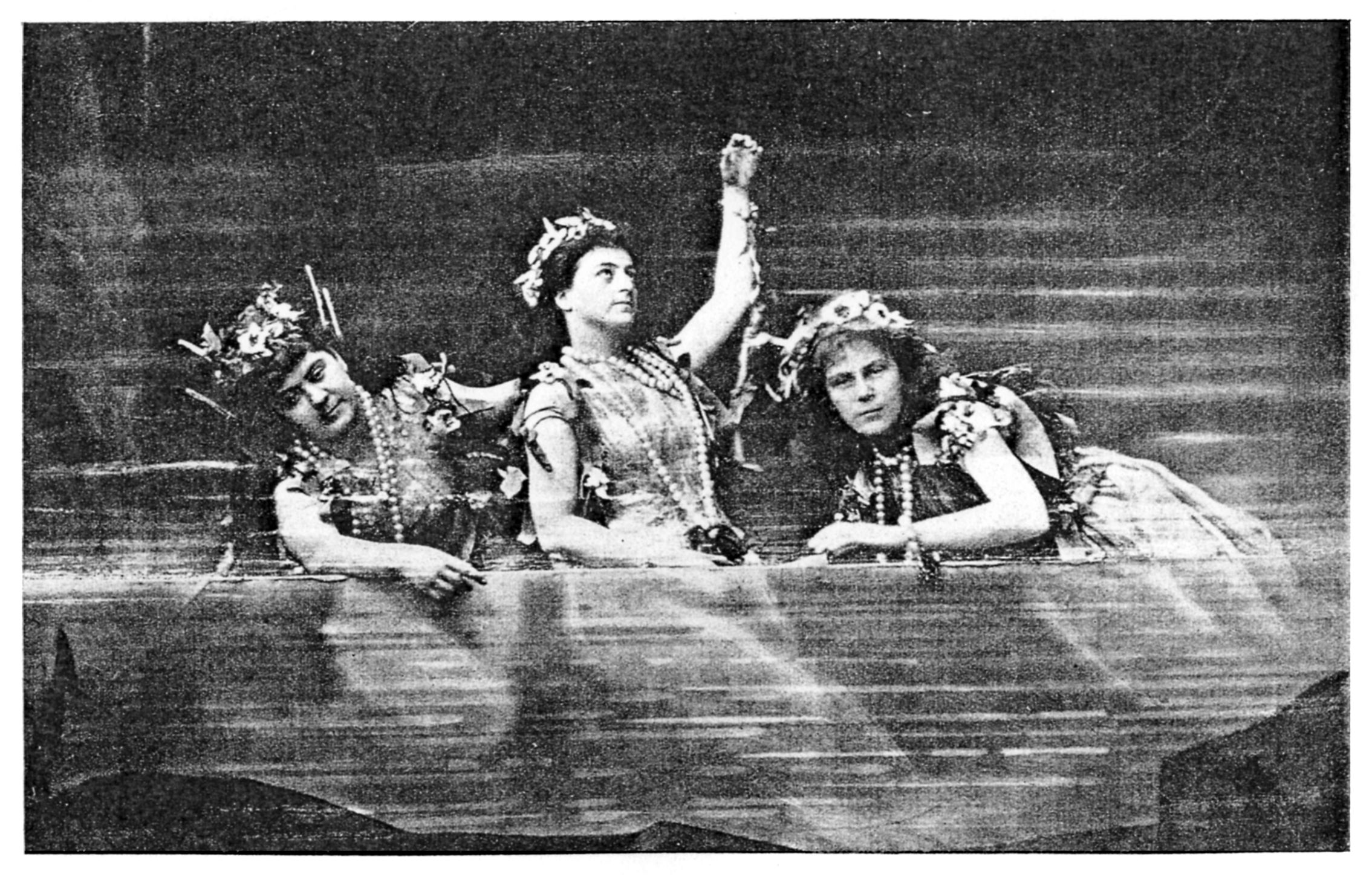
El reparto del estreno del Anillo en 1876 incluía a Lilli Lehmann (en el centro) como Woglinda. Fue la primera de muchas cantantes importantes en interpretar a una de las Doncellas del Rin.

La producción del Festival de 1951, del hijo de Siegfried y Winifred, Wieland, rompió con la tradición y presentó una puesta en escena austera que sustituía la escenografía y la utilería por hábiles efectos de iluminación. Las Doncellas del Rin, al igual que el resto de los personajes, vestían sencillas túnicas y cantaban sus papeles sin histrionismo. Así, la música y las palabras se convirtieron en el centro de atención. Wieland estaba influido por Adolphe Appia, cuyas Notes sur l'Anneau du Nibelungen (1924-1925) habían sido desestimadas por Cósima: «Appia parece ignorar que el Anillo se representó aquí en 1876. De ello se deduce que la puesta en escena es definitiva y sacrosanta». Wieland y su hermano Wolfgang elogiaron a Appia: «el escenario estilizado, inspirado en la música y la realización del espacio tridimensional, constituyen los impulsos iniciales para una reforma de las puestas en escena operísticas que condujeron de forma bastante lógica al estilo del "Nuevo Bayreuth"».
El innovador Anillo centenario de Bayreuth, dirigido por Patrice Chéreau, prescindió por completo del concepto submarino al situar las escenas de las Doncellas del Rin a sotavento de una gran presa hidroeléctrica, como parte de una ambientación de la Revolución Industrial del siglo XIX para las óperas. Para la escena de Sigfrido en El ocaso de los dioses, Chéreau alteró el aspecto de perpetua juventud de las Doncellas del Rin, representándolas como «ya no son muchachas jóvenes que se divierten alegremente; se han vuelto cansadas, grises, gastadas y desgarbadas». Desde esta producción, «la asunción de una licencia interpretativa sin restricciones se ha convertido en la norma». Por ejemplo, Nikolaus Lehnhoff, en su producción de la Ópera Estatal de Baviera de 1987, situó a las Doncellas del Rin en un salón e hizo que Loge tocara su lamento al final de El oro del Rin en un gramófono.
Peter Hall dirigió el Anillo de Bayreuth después de Chéreau. Su versión, representada entre 1983 y 1986, retrataba la inocencia natural de las doncellas de la manera más sencilla: desnudas. Keith Warner adaptó esta característica en su producción del Anillo para la Royal Opera House Covent Garden, estrenada entre 2004 y 2006. Un portavoz del Covent Garden explicó: «Las doncellas son hijas de la inocencia, una visión de la naturaleza, y en cuanto aparece alguien se apresuran a ponerse algo de ropa para proteger su pudor». Mientras Warner recurría a la iluminación para conseguir un efecto submarino, Hall utilizó una ilusión del fantasma de Pepper: espejos en un ángulo de 45º hacían que las doncellas parecieran nadar verticalmente cuando, en realidad, las intérpretes nadaban horizontalmente en una cuenca poco profunda.
Aunque los papeles de las Doncellas del Rin son relativamente pequeños, han sido cantados por notables cantantes más conocidas por interpretar papeles principales en el repertorio wagneriano y en otros repertorios. La primera en interpretar el papel de Woglinda fue Lilli Lehmann en Bayreuth en 1876. En 1951, cuando el Festival de Bayreuth reabrió sus puertas tras la Segunda Guerra Mundial, Elisabeth Schwarzkopf interpretó el mismo papel. Otras Doncellas del Rin de Bayreuth fueron Helga Dernesch, que cantó Wellgunda entre 1965 y 1967. Lotte Lehmann interpretó Wellgunda en la Ópera Estatal de Hamburgo entre 1912 y 1914 y en la Ópera Estatal de Viena en 1916. Entre las Doncellas del Rin grabadas se encuentran Sena Jurinac para Furtwängler y la RAI, Lucia Popp y Gwyneth Jones para Georg Solti, y Helen Donath y Edda Moser para Karajan.